# Щипська Тамара Миколаївна
Тама́ра Микола́ївна Щи́пська (1945—2001) — працівниця сільського господарства України.

## З життєпису
Народилася в селі Безпечне Сквирського району.
Працювала трактористкою в іванківському колгоспі ім. Комінтерну. 1970 року в обласному змаганні механізаторів здобула перше місце.
Проживала в Іванкові. Нагороджена орденами Леніна, Жовтневої Революції, Трудового Червоного Прапора.